# Kono oto tomare!
Kono oto tomare!: Sounds of Life (この音とまれ!?, Kono oto tomare!, lett. "Ferma questo suono!") è un manga scritto e disegnato da Amyū, serializzato sulla rivista Jump Square di Shūeisha da agosto 2012. Un adattamento anime, prodotto da Platinum Vision, ha iniziato la trasmissione televisiva in Giappone il 7 aprile 2019 su Tokyo MX.

## Trama
Takezo Kurata è l'ultimo studente rimasto ad occuparsi del club di Koto, uno strumento a corde giapponese, che sta per essere chiuso per assenza di adesioni. Fortunatamente altri due studenti, Chika Kudo e Satowa Hozuki, si iscrivono al club e convincono anche Saneyasu, Michitaka e Kota (tre amici di Kudo) ad unirsi al gruppo. Il club è salvo dalla chiusura ma il vice preside della scuola non ritiene che debba continuare a esistere, soprattutto a causa della cattiva reputazione di Chika. I cinque ragazzi organizzano allora un'esibizione con la quale intendono convincere il vice preside e ottenere il consenso degli altri studenti. Dopo questa sfida, anche Hiro Kurusu entrerà a far parte del gruppo, ma la sua influenza negativa indurisce i rapporti tra Hozuki e il resto del club, già notevolmente fievoli. Kudo smette di fidarsi di Kurusu e viene a conoscenza di molti dettagli sul passato di Hozuki, che lo aiutano a comprendere maggiormente il carattere della ragazza.

## Personaggi

I protagonisti nella prima sigla di apertura dell'anime

### Scuola superiore Tokise
Takezo Kurata (倉田 武蔵?, Kurata Takezō)
Doppiato da: Jun'ya Enoki
È il protagonista del manga. Uno studente modello, con poco carattere espansivo ma dotato di ferme convinzioni. Entra nel club di koto quasi per sbaglio, ma le ragazze che lo invitarono fanno crescere in lui una grande passione, tanto che farà di tutto per mantenere in vita il club l'anno successivo, anche se è rimasto da solo.
Chika Kudo (久遠 愛?, Kudō Chika)
Doppiato da: Yuma Uchida
Un ragazzo dall'indole aggressiva, ma nel profondo è gentile verso il prossimo. Suo nonno gli ha fatto conoscere il koto e la sua musica, e il ragazzo non se n'è dimenticato. Infatti, entra nella scuola Tokise proprio per unirsi al club di koto che suo nonno ha fondato.
Satowa Hozuki (鳳月さとわ?, Hōzuki Satowa)
Doppiata da: Atsumi Tanezaki
È una ragazza della stessa età di Chika e un vero prodigio della musica. Fin da bambina ha saputo suonare e comporre melodie per il koto. Dopo la morte del padre, maestro della scuola Hozuki, la madre di Satowa non ha saputo far fronte alla sua mancanza imponendo alla figlia allenamenti duri ed eccessivi. Satowa, stanca del comportamento della madre e desiderosa di farglielo capire, si ribella a lei in un'importante esibizione, e la madre la disereda.
Saneyasu Adachi (足立 実康?)
Doppiato da: Haruki Ishiya
Kota Mizuhara (水原 光太?)
Doppiato da: Yūichi Iguchi
Michitaka Sakai (堺 通孝?)
Doppiato da: Makoto Furukawa
Hiro Kurusu (来栖 妃呂?)
Doppiata da: Sara Matsumoto
Atsumu Yoshinaga (吉永侑?)
Natsu Momoya (百谷名都?)
Suzuka Takinami (滝浪 涼香?)
Doppiato da: Daisuke Namikawa
È il professore responsabile del club di koto. Nella prima parte della storia lo tiene fermamente nascosto, ma è stato un talentuoso musicista fin da bambino, che però ha abbandonato il mondo della musica da adolescente. Grazie ai ragazzi riscopre questa sua passione e li aiuta fornendo loro dei consigli preziosi.
Tetsuki Takaoka (高岡哲生?)
Doppiato da: Yoshimasa Hosoya
Il migliore amico di Chika. Non appartiene al club di Koto ma gli dà spesso dei consigli e lo aiuta a studiare.
Mashiro (真白?)
Doppiata da: Ayaka Asai
È la senpai di Takezo ed è stata presidentessa del club di koto della Tokise fino a quando non si è diplomata, lasciando al protagonista il compito di mantenerlo.

### Accademia femminile Himesaka
Kazusa Otori (凰 かずさ?, Kazusa Ōtori)
Doppiata da: Ayane Sakura
È la fan numero uno di Satowa, l'ha seguita fin da bambina in tutte le esibizioni che ha fatto e non sopporta che si trovi in una scuola di basso rango come la Tokise, circondata dai ragazzi che lei ritiene delinquenti.
Fumi Hanamura (花村 史?)
Doppiata da: Chika Anzai
È un'amica di Kazusa, e come lei è terrorizzata dai ragazzi.

### Scuola superiore Hakuto
Mio Kanzaki (神崎 澪?)
Doppiato da: Shouta Aoi
Un ragazzo che non è mai contento del modo in cui suona perché il suo talento lo porta a scoprire subito la giusta interpretazione di ogni brano, quando invece vorrebbe suonare sempre diversamente.
Uta Suzumori (鈴森 詩?)
È la cugina di Mio, suonava con lui il koto fin da quando erano bambini.
Yamamoto
È il supervisore del club di koto della Hakuto. Yamamoto insegna matematica, ma quando gli è stato assegnato il compito di responsabile del club, è rimasto talmente affascinato dal mondo del koto che ha iniziato a comporre molti pezzi. Solo Mio Kanzaki però gli ha dato la grande soddisfazione di sentire suonata una sua canzone.

### Scuola superiore Meiryo
Ousuke Kiryu (桐生 桜介?, Kiriyuu Ousuke)
Doppiato da: Junta Terashima
Un ragazzo all'apparenza imbranato ma molto esperto con il koto.
Asano Izumi (泉朝乃?, Izumi Asano)
Doppiata da: Senbongi Sayaka
Da bambina, ha fatto conoscere a Ousuke il koto.
Takeru Kurata (倉田 武流?, Kurata Takeru)
Doppiato da: Hanae Natsuki
È il fratello minore di Takezo. Non appartiene al club di koto della sua scuola e si vergogna che suo fratello suoni quello strumento, che ritiene un'attività per deboli.

### Altri personaggi
Gen Kudo (久遠 げン?, Kudō Gen)
Doppiato da: Tetsuo Kanao
È il defunto nonno di Chika. Era un artigiano di koto molto abile e di animo generoso. Dopo il rifiuto del padre, Gen è stato l'unico a credere in Chika, e tutto ciò ha dato i suoi frutti. Ha insegnato le basi del koto a suo nipote e gli ha trasmesso la passione, inoltre gli ha anche lasciato uno strumento in eredità. È stato lui a fondare il club di koto nella scuola Tokise.
Isaki Kudo (久遠 衣咲?, Kudō Isaki)
Doppiata da: Nana Mizuki
È la zia di Chika, figlia di suo nonno paterno. Anche lei sa suonare il koto perché Gen gliel'ha insegnato.
Shizune Nishina (仁科 静音?, Nishina Shizune)
Doppiata da: Masako Isobe
È l'anziana proprietaria di un negozio di strumenti, al quale i protagonisti fanno spesso riferimento per le attività che non possono fare a scuola. La donna è stata amica di Gen, e ha custodito per Chika il koto lasciatogli in eredità.
Chiharu Houzuki (鳳月 千春?)
Doppiata da: Ryouko Gi
È la madre di Satowa.
Akira Dojima (堂島 晶?)
Doppiata da: Nao Tōyama
È un'allieva della scuola Hozuki, chiamata dal professor Takinami per offrire un aiuto ai ragazzi. Akira assume il compito di distruggere il club di koto dalla madre di Satowa, ma la ragazza, comprendendo il forte rapporto che lega i suoi allievi, si ribellerà.
Keishi Dojima
È il fratello maggiore di Akira.
Sentaro Miya (宮千太朗?, Sentarō Miya)
Doppiato da: Hoshi Souichirou
Un ragazzo mingherlino ma sempre agitato. È un rivale del Tokise nelle qualificazioni nazionali, il club della sua scuola è composto solo da lui e Haru.
Haru Kasugai (春日井 晴?)
Doppiato da: Yoshitaka Yamaya
È il compagno di Sentaro, più timido e timoroso. Cerca sempre di rimediare alle insolenze fatte sa Sentaro scusandosi più volte.

## Media

### Manga
| 1  | 2 novembre 2012 | ISBN 978-4-08-870545-3 |
| 1  | Capitoli (traduzioni letterali dei titoli) - 1. Il nuovo membro (新入部員?, Shin'nyū Buin) - 2. Dove trovare qualcuno di qualificato (資格の在処?, Shikaku no Arika) - 3. Il piano di reclutamento per il club (僕らの入部動機?, Bokura no Nyūbu Dōki) |                        |
| 2  | 4 marzo 2013 | ISBN 978-4-08-870639-9 |
| 2  | Capitoli (traduzioni letterali dei titoli) - 4. Le attività del nuovo club di koto (新生箏曲部始動?, Shinsei Sōkyoku-bu Shidō) - 5. Una cosa irraggiungibile (出来ないこと?, Dekinai Koto) - 6. Il primo eco (初めての響き?, Hajimete no Hibiki) - 7. Emozioni varie (それぞれの思い?, Sorezore no Omoi) |                        |
| 3  | 4 luglio 2013 | ISBN 978-4-08-870775-4 |
| 3  | Capitoli (traduzioni letterali dei titoli) - 8. Facciamo risuonare la nostra musica (響き届け 僕らの音?, Hibiki, Todoke, Bokura no Oto) - 9. Il suono è ovunque (音の行方?, Oto no Yukue) - 10. Confine invisibile (見えない境界線?, Mienai Kyōkai-sen) - 11. La nota nascosta (知られざる音の葉?, Shirarezaru Oto no Ha) Capitoli extra - ♭1. Qualcosa di preoccupante (気になるお年頃?, Kininaru Otoshigoro) - ♭2. Le vacanze di Chika (愛の休日?, Chika no Kyūjitsu) - ♭3. Takezo e Mameko (武蔵とマメ子?, Takezō to Mameko) |                        |
| 4  | 1 novembre 2013 | ISBN 978-4-08-870845-4 |
| 4  | Capitoli (traduzioni letterali dei titoli) - 12. Il vero motivo (本当の理由?, Hontō no Riyū) - 13. Da qui (ここから?, Koko Kara) - 14. Segno (みちしるべ?, Michishirube) - 15. Tempesta in arrivo (向かい風?, Mukaikaze) |                        |
| 5  | 4 aprile 2014 | ISBN 978-4-08-880034-9 |
| 5  | Capitoli (traduzioni letterali dei titoli) - 16. Un suono penetrante (突き刺さる言の音?, Tsukisasaru Koto no Ne) - 17. Risposta (答え?, Kotae) - 18. Passi (ステップ?, Suteppu) - 19. Distanze oscure (近くて遠い距離?, Chikakute Tōi Kyori) |                        |
| 6  | 4 luglio 2014 | ISBN 978-4-08-880142-1 |
| 6  | Capitoli (traduzioni letterali dei titoli) - 20. Accanto (となり?, Tonari) - 21. Il suono che stavo cercando (探してた音?, Sagashiteta Oto) - 22. Il festival della musica inizia! (関東邦楽祭開幕?, Kantō Hōgaku-sai Kaimaku) - 23. Ousuke Kiryu (桐生桜介?, Kiryū Ōsuke) |                        |
| 7  | 4 novembre 2014 | ISBN 978-4-08-880142-1 |
| 7  | Capitoli (traduzioni letterali dei titoli) - 24. Rivali (ライバル?, Raibaru) - 25. Decisione (決断?, Ketsudan) - 26. Kuon (久遠?, Kuon) - 27. Il suono della luce (光の音?, Hikari no Oto) - Capitolo extra: Vita quotidiana in casa Kudo (久遠家の日常?, Kudō-ke no Nichijō) |                        |
| 8  | 4 marzo 2015 | ISBN 978-4-08-880320-3 |
| 8  | Capitoli (traduzioni letterali dei titoli) - 28. Un passo avanti (一歩前へ?, Ippomae e) - 29. Realizzazione (きづき?, Kidzuki) - 30. Imperturbabile (ゆるぎないもの?, Yuruginai Mono) - 31. Tempo per due (二人の時間?, Futari no Jikan) |                        |
| 9  | 3 luglio 2015 | ISBN 978-4-08-880431-6 |
| 9  | Capitoli (traduzioni letterali dei titoli) - 32. La sincerità del suono (音の真実?, Oto no Shinjitsu) - 33. Riunione (再会?, Saikai) - 34. Ombra (陰?, Kage) - 35. La loro risoluzione (それぞれの決意?, Sorezore no Ketsui) |                        |
| 10 | 4 novembre 2015 | ISBN 978-4-08-880508-5 |
| 10 | Capitoli (traduzioni letterali dei titoli) - 36. Solo una volta (ただの一度も?, Tada no Ichido mo) - 37. Akira Dōjima (堂島晶?, Dōjima Akira) - 38. Confronto (対峙?, Taiji) - 39. Il potere della gioventù (青春力?, Seishunryoku) |                        |
| 11 | 4 marzo 2016 | ISBN 978-4-08-880636-5 |
| 11 | Capitoli (traduzioni letterali dei titoli) - 40. Ancora una volta (もう一度?, Mōichido) - 41. Ruolo e significato (意味と役割?, Imi to Yakuwari) - 42. Un giorno o l'altro (いつか?, Itsuka) - 43. L'alba della battaglia (決戦の朝?, Kessen no Asa) |                        |
| 12 | 4 luglio 2016 | ISBN 978-4-08-880730-0 |
| 12 | Capitoli (traduzioni letterali dei titoli) - 44. L'inizio delle preliminari nazionali (全国予選開幕！?, Zenkoku Yosen Kaimaku!) - 45. La determinazione del re (王者の覚悟?, Ōja no Kakugo) - 46. Tre parafrasi (三つのパラフレーズ?, Mittsu no Parafurēzu) - 47. La gioventù non ride (青春は微笑まない?, Seishun wa Hohoemanai) |                        |
| 13 | 4 novembre 2016 | ISBN 978-4-08-880813-0 |
| 13 | Capitoli (traduzioni letterali dei titoli) - 48. Il suono della matematica (数学のおと?, Sūgaku no Oto) - 49. Oltre la perfezione (正せい解のその先?, Seikai no Sono Saki) - 50. Il suono di Satowa (さとわの音?, Satowa no Oto) - 51. L'essenza della musica (音楽の本質?, Ongaku no Honshitsu) |                        |
| 14 | 3 marzo 2017 | ISBN 978-4-08-881029-4 |
| 14 | Capitoli (traduzioni letterali dei titoli) - 52. Tenkyu (天泣?, Tenkyu) - 53. 1/14 - 54. Linea di partenza (スタートライン?, Sutāto Rain) - 55. Calore nostalgico (懐かしい温度?, Natsukashī Ondo) |                        |
| 15 | 4 luglio 2017 | ISBN 978-4-08-881126-0 |
| 15 | Capitoli (traduzioni letterali dei titoli) - 56. Linea blu (青い糸?, Aoi Ito) - 57. Vigilia di un bianco Natale (ホワイトクリスマスイブ?, Howaito Kurisumasu Ibu) - 58. Nuovo anno (ニューイヤー?, Nyū Iyā) - 59. Presente (プレゼント?, Puruzento) |                        |
| 16 | 4 dicembre 2017 | ISBN 978-4-08-881168-0 |
| 16 | Capitoli (traduzioni letterali dei titoli) - 60. Un vento nuovo (新しい風?, Atarashī Kaze) - 61. Le abilità dei due (二人の実力?, Futari no Jitsuryoku) - 62. Kōhai (後輩?, Kōhai) - 63. Senpai (先輩?, Senpai) |                        |
| 17 | 4 aprile 2018 | ISBN 978-4-08-881389-9 |
| 17 | Capitoli (traduzioni letterali dei titoli) - 64. Blue Symphony (シンフォニーブルー?, Shinfonī Burū) - 65. Il loro Rokudan (それぞれの六段?, Sorezore no Rokudan) - 66. Riempimento (フィルイン?, Firu In) - 67. Sussurrata verità (耳もとの本音?, Mimi Moto no Hon'ne) |                        |
| 18 | 3 agosto 2018 | ISBN 978-4-08-881475-9 |
| 18 | Capitoli (traduzioni letterali dei titoli) - 68. Cuore di uomo (オトコゴコロ?, Otokogokoro) - 69. Singolo fiore (一凛花?, Ichirinka) - 70. Io (アイ?, Ai) - Capitolo extra: Milioni di sorrisi (ミリオンスマイルズ?, Mirion Sumairuzu) |                        |
| 19 | 4 dicembre 2018 | ISBN 978-4-08-881389-9 |
| 19 | Capitoli (traduzioni letterali dei titoli) - 71. Atto d'inizio (合宿の幕開け?, Gasshuku no Makuake) - 72. Fronte stazionario (停滞前線?, Teitai Zensen) - 73. Flash verde (グリーンフラッシュ?, Gurīn Furasshu) - 74. No (やだ?, Yada) |                        |
| 20 | 4 aprile 2019 | ISBN 978-4-08-881810-8 |
| 20 | Capitoli (traduzioni letterali dei titoli) - 75. Scuola superiore Ichiei (一英高とうがっこう?, Ichiei Kōtō Gakkō) - 76. Restart (リスタート?, Risutāto) - 77. Introduction (イントロダクション?, Intorodakushon) - One-shot: 5x100 |                        |
| 21 | 4 ottobre 2019 | ISBN 978-4-08-881895-5 |
| 21 | Capitoli (traduzioni letterali dei titoli) - 78. Verso l'addio (parte 1) (分かれ道 (前編)?, Wakaremichi (Zenpen)) - 79. Verso l'addio (parte 2) (分かれ道 (後編)?, Wakaremichi (Kōhen)) - 80. Solo e più solo (ひとりと独り?, Hitori to Hitori) - 81. Un'altra scelta (もう一つの選択肢?, Mōhitotsu no sentakushi) - 82. Blue Moment (ブルーモーメント?, Burū Mōmento) - 83. Cose preziose (大事にしてたこと?, Daijinishiteta Koto)                                                                                             |                        |
| 22 | 3 aprile 2020 | ISBN 978-4-08-882263-1 |
| 22 | Capitoli (traduzioni letterali dei titoli) - 84. Sorriso dopo la pioggia (雨のち笑み?, Ame Nochi Emi) - 85. Leoni sornioni (眠れる獅子?, Nemureru Shishi) - 86. Una nuova strada (新たなる道?, Aratanaru Michi) - 87. Lampo silenzioso (音なき稲妻?, Otonaki Inazuma) - 88. Il suono del Tokise (時瀬の音?, Tokise no Oto) - 89. Nota fedele (等身大ノート?, Tōshindai Nōto) |                        |

#### Capitoli non ancora in formatotankōbon
Questa lista è suscettibile di variazioni e potrebbe essere incompleta o non aggiornata.
 I seguenti titoli sono mere traduzioni letterali di quelli giapponesi.
- 90. Blu vacillante (揺れる、青?, Yureru, Ao)
- 91. Promessa (約束?, Yakusoku)
- 92. Luce del mattinp per l'oceano (朝和ぎに、光?, Asanagini, Hikari)
- 93. Un bambino ansioso (気がかりな子?, Kigakari na Ko)
- 94. In mezzo al cambiamento (変わりゆく?, Kawari Yuku)

### Anime

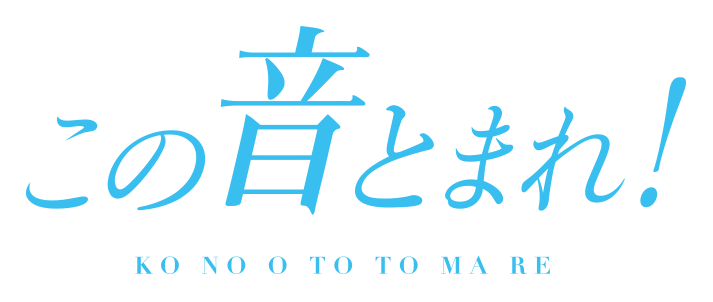
Logo dell'anime.

L'anime di Kono Oto Tomare è andato in onda nel 2019 su Tokyo MX. I primi 13 episodi sono stati trasmessi nella stagione primaverile, dal 7 aprile al 29 giugno, mentre i restanti 13 sono andati in onda nella stagione autunnale, dal 5 ottobre al 28 dicembre. L'anime è stato pubblicato con sottotitoli in italiano su Crunchyroll a partire dal 22 febbraio 2021.

#### Episodi
| Nº                            | Titolo italiano Giapponese 「Kanji」 - Rōmaji | In onda          | In onda |
| Nº                            | Titolo italiano Giapponese 「Kanji」 - Rōmaji | Giapponese       |         |
| Prima stagione (13 episodi)   | |                  |         |
| 1                             | Nuovi membri del club 「新入部員」 - Shinnyū buin | 6 aprile 2019    |         |
| 1                             | Takezo Kurata è l'unico studente rimasto ad occuparsi del club di Koto nel liceo Tokise perché gli studenti più grandi si sono tutti diplomati. La stanza del club inoltre viene occupata da un gruppo di delinquenti per divertirsi, fino a quando Chika Kudo, uno studente del primo anno conosciuto per essere un teppista, si ribella per difendere Takezo. Kudo vuole iscriversi al club ma Takezo, in qualità di presidente, lo rifiuta pensando di essere preso in giro. Tetsuki, un amico di Chika, racconta a Takezo che le sue intenzioni sono sincere e che vuole seguire la stessa passione di suo nonno, che è morto dopo un incidente. Takezo vuole scusarsi ma viene colpito dal gruppo di delinquenti che ha come scopo incolpare Kudo dell'accaduto, come per l'incidente dell'anno prima. Appena rinvenuto, Takezo vuole scagionare Kudo e si reca in presidenza dichiarando che è ufficialmente un membro del club di Koto. |                  |         |
| 2                             | Cosa vuol dire meritarselo 「資格の在処」 - Shikaku no arika | 13 aprile 2019   |         |
| 2                             | Takezo si esibisce alla cerimonia di apertura ma Kudo gli procura una figuraccia. Nonostante questo, Satowa Hozuki, una ragazza prodigio del koto, chiede di iscriversi al club e promette di portarli al primo posto delle nazionali. Kudo non accetta il suo ingresso e la ragazza lo rimprovera per la rottura dei koto, dicendogli di non possedere il diritto di suonare. Kudo allora per guadagnarsi i requisiti chiede al preside di far riparare gli strumenti dal negozio Nishina, con il quale collaborerà per le riparazioni. Tetsuki racconta i fatti a Takezo, che si fa accompagnare da Hozuki per andare a incontrarlo. Qui Hozuki si scusa per essere stata troppo sgarbata, ma non rinuncia all'obiettivo ambizioso delle nazionali. |                  |         |
| 3                             | La rinascita del club di koto 「新生箏曲部始動」 - Shinsei sōkyokubu shidō | 20 aprile 2019   |         |
| 3                             | Hozuki incolpa Kudo per la scarsa presenza di membri nel club, perché ritiene che il suo carattere aggressivo allontani le persone. La ragazza incontra Saneyasu Adachi, Michitaka Sakai e Kota Mizuhara, tre amici di Chika, e riesce a convincerli con l'inganno ad iscriversi al club. Questi tre però non sono bravi a suonare e il vice preside se ne accorge subito. Hozuki, prima che chiuda il club, gli chiede di aspettare un mese per sentirli suonare e farsi accettare da tutta la scuola. La canzone che scelgono di suonare è "Ryuuseigun", che significa pioggia di meteoriti, e vanno a sentirla ad un festival. L'esibizione li lascia scioccati per la complessità del brano, ma i ragazzi non vogliono sfigurare e promettono di suonarlo. Chika si costruisce un koto di cartone per allenarsi anche a casa, e Hozuki gli raccomanda di non guardare i numeri delle corde che ha scritto a lato, ma si complimenta con lui per il buon movimento delle mani quando suona. |                  |         |
| 4                             | La prima nota che risuona 「初めての響き」 - Hajimete no Hibiki | 27 aprile 2019   |         |
| 4                             | Per i ragazzi è il momento in cui devono unire le loro parti insieme, ma non riescono ad andare a tempo e Hozuki non sa come aiutarli essendo per lei una cosa naturale. Andando a mangiare insieme, Takezo aiuta Hozuki a dire la verità e trovano un modo per allenarsi a seguire il ritmo. Alla prima vera prova arrivano a suonare la prima nota insieme, ma non riescono più a rifarlo. Così decidono di chiedere al negozio Nishina di allenarsi tutti là dopo la scuola e cercano di trovare un significato per la canzone. Ryuuseigun significa "pioggia di meteore" ma l'inizio "Ryuu" (龍?) è stato scritto con il kanji dell'alfabeto tradizionale Kyūjitai che rappresenta il drago (a cui si ispira anche lo strumento del koto) e Chika vuole scoprire perché. Più tardi Chika inizia a suonare bene e Hozuki e Takezo se ne accorgono, ma nei giorni successivi non riesce più a rifarlo. Kota un giorno arriva in anticipo per allenarsi di più perché si ritiene più indietro degli altri, e racconta a Hozuki perché Chika suona il koto e la storia dell'incidente di suo nonno. |                  |         |
| 5                             | Che la nostra melodia risuoni e li raggiunga 「響き届け 僕らの音」 - Hibiki todoke Bokura no oto | 4 maggio 2019    |         |
| 5                             | Hozuki, dopo aver sentito da Kota il passato di Chika, scoppia in lacrime e si vergogna per tutte le cose brutte che gli ha detto. Per puro caso sbatte contro Chika e cerca di nascondere il pianto, ma subito dopo gli chiede scusa apertamente; Chika la perdona con un semplice sorriso. È arrivato il momento del club di Koto di presentarsi alla scuola, e la tensione da palcoscenico cala quando si accorgono che il pubblico non è davvero interessato ad ascoltarli. All'esibizione Chika ha invitato anche la gestrice del negozio Nishina, che come Gen è amica del preside. Quando devono cominciare, Kurata prende la parola per chiedere un po' di rispetto al pubblico ribelle, così facendo restituisce il favore di tutti gli aiuti che Hozuki e Chika gli hanno dato in quel periodo. Durante l'esibizione molti flashback riportano al passato di Chika, riguardo al rapporto con suo nonno e il suo unico amico Tetsuki. Kota perde il tempo e fa sbagliare gli altri, ma Hozuki interviene aumentando l'intensità della sua musica, così tutti riescono a seguirla di nuovo. Tutti restano stupiti in particolar modo dall'elegante assolo di Chika, e l'esibizione si conclude con l'arrivo delle note (sotto forma di draghi) ai cuori degli spettatori. |                  |         |
| 6                             | Un confine invisibile 「見えない境界線」 - Mienai kyōkaisen | 11 maggio 2019   |         |
| 6                             | Il pubblico è entusiasta per l'esibizione del club di Koto, e il vice preside è costretto ad accettare la sua esistenza. Quella stessa giornata, la direttrice del negozio Nishina decide che Kudo si è meritato l'ultimo koto costruito da suo nonno e glielo affida. Nel club entra una nuova ragazza chiamata Hiro Kurusu, che non ha molta voglia di impegnarsi, ma lo fa solo per passare il tempo. Dopo aver appreso i rapporti tra Hozuki e il resto del gruppo dichiara apertamente ai tre amici di Kudo che per Hozuki sono solo un peso, e lo ripete anche dopo pochi giorni, quando Hozuki non si fa più vedere a scuola. Kudo non crede a quello che dice e, dovendole consegnare un compito per conto di un professore, si reca a casa sua. |                  |         |
| 7                             | Suoni sconosciuti 「知られざる音の葉」 - Shirarezaru oto no ha | 18 maggio 2019   |         |
| 7                             | Chika trova Hozuki malata e decide di restare a casa sua finché non guarisce, giacché la ragazza vive da sola e non ha nessun altro che possa accudirla. Chika guarda delle registrazioni che trova per caso e scopre che, dopo la morte del padre, la madre di Hozuki ha dovuto prendere in mano la scuola, e i rapporti tra lei e la figlia sono peggiorati. Quando Hozuki guarisce e torna a scuola, rivela ufficialmente ai suoi compagni del club che è stata espulsa dalla sua scuola e diseredata dalla famiglia. I ragazzi vengono a sapere solo ora di una verità molto importante ma non si arrabbiano, e Hiro si allontana delusa. Il motivo per cui si era iscritta al club infatti era perché voleva rovinare i legami che vedeva tra i ragazzi, esattamente come un'altra ragazza ha fatto a lei alle scuole medie. Il giorno dopo Kurata e Hozuki la perdonano dopo qualche discussione, e la invitano a ritornare al club. |                  |         |
| 8                             | Un segno 「みちしるべ」 - Michi shirube | 25 maggio 2019   |         |
| 8                             | Hozuki suona per la prima volta senza limitarsi e fa sentire al club la sua versione di "Rokudan no Shirabe". Gli amici di Chika vanno a trovarlo a casa di sua zia Isaki e lo convincono a suonare per la prima volta il koto che suo nonno gli ha costruito. Due ragazze della scuola Himesaka, Kazusa Otori (l'erede della scuola Kao) e la sua amica Fumi, visitano il Club di Koto del Liceo Tokise per incontrare Satowa e la invitano a frequentare il loro istituto. Dopo il rifiuto di Satowa, le ragazze invitano il gruppo ad assistere alle prove congiunte tra la loro scuola e il Liceo Meiryo, lo stesso che frequenta Takeru, il fratello minore di Takezo. |                  |         |
| 9                             | Un suono penetrante 「突き刺さる言の音」 - Tsukisasaru gen no oto | 1º giugno 2019   |         |
| 9                             | L'esibizione della scuola Himesaka lascia tutti stupefatti per l'unisono che riescono a fare. I ragazzi del Liceo Tokise sono arrivati in ritardo e Ousuke Kiryu, del primo anno della Meiryo, si è dispiaciuto che non abbiano sentito suonare il suo gruppo. Takezo incontra dei suoi vecchi compagni delle medie che lo scherniscono, e non ha piacere di essere difeso da Chika. Anche Takeru sminuisce suo fratello, ma dopo che Hiro viene appositamente per parlare con Takezo a casa sua, riesce a riacquistare la fiducia in sé stesso. Il giorno seguente, Takezo chiarisce il malinteso con Chika, e lui gli dice che quando non si crede in sé stessi bisogna ricordarsi di coloro che lo fanno per te, come è accaduto a Chika all'inizio della scuola. Tutto il Club di Koto si riunisce di nuovo, e insieme scrivono un nuovo cartellone per rinnovare l'obiettivo dei nazionali. |                  |         |
| 10                            | Vicini ma lontani 「近くて遠い距離」 - Chikakute tōi kyori | 8 giugno 2019    |         |
| 10                            | I ragazzi del club decidono di organizzare una gita fuori porta per allenarsi, e vengono ospitati nella villa in campagna dello zio di Kurusu. Tutti stanno facendo degli ottimi progressi ma Kota non riesce ancora a seguire il ritmo e Kurusu che è in coppia con lui non sa come spiegarglielo. Quella notte Kota si rende conto che i suoi amici stanno rimanendo indietro a causa sua e li lascia per tornare a casa, poi però ci ripensa e si ferma ad allenarsi nella foresta. Gli altri si accorgono dell'assenza di Kota e corrono a cercarlo; quando lo trovano Kota si scusa con tutti e soprattutto con Kurusu, che si rimproverava di essere stata troppo severa. La mattina dopo il professor Takinami mostra a Kota un modo pratico per imparare ad andare a tempo. |                  |         |
| 11                            | Il suono che stiamo cercando 「探してた音」 - Sagashiteta oto | 15 giugno 2019   |         |
| 11                            | Su consiglio del professor Takinami, Kudo e Takezo suonano la loro parte senza aspettare di sentire quella dell'altro, e fidandosi che la suoni correttamente riescono ad andare a tempo. Per concludere il campo, i ragazzi suonano tutti insieme, e anche Kota riesce ad inserirsi al momento giusto. Nel festival tradizionale del Kanto la Meiryo si esibisce per prima con il brano Hyakkafu, che rappresenta le quattro stagioni. Il gruppo di Ousuke dimostra di saper suonare insieme come un vero ensemble; e arrivati all'assolo di Ousuke, che suona l'inverno, le note fredde di solitudine arrivano a gelare tutto il pubblico. Infatti Ousuke, per la sua salute cagionevole, non ha mai potuto giocare a nessuno sport da piccolo. Quando conobbe Asano, una bambina della sua età, lei lo introdusse nel mondo del koto, e da allora per difenderla dai pregiudizi iniziò a scrutare più a fondo le persone e a capire i loro suoni. Ousuke continua a fare tutto questo per paura di rimanere ancora solo. |                  |         |
| 12                            | Rivali 「ライバル」 - Raibaru | 22 giugno 2019   |         |
| 12                            | I ragazzi del Tokise incontrano Haru e Sentarou, della scuola Eidai Fuzoku, che si esibiscono con il brano Sarashi Fuutegoto. Fanno vedere al pubblico di essere in grado di suonare molto velocemente, arrivando addirittura a stancare gli spettatori. Anche Isaki e Tetsuki sono andati ad assistere al torneo, e Isaki ricorda che il professor Suzuka Takinami (che ora è il referente del Club di Koto) era nella sua stessa scuola superiore, di due anni più grande. Suzuka è il figlio di Kaoru Takinami, un direttore d'orchestra, e Tsukasa Yukimori, un'eccellente pianista, e a soli sette anni dimostrava di saper comporre partiture per orchestre. Suzuka cominciò a scrivere molti brani, ma quando questo lavoro gli divenne una routine, non riusciva più a farsi piacere la musica e si allontanò da quel mondo. Il turno dei protagonisti è quasi arrivato, ma per un incidente Chika si storce un polso e teme di non riuscire a suonare. |                  |         |
| 13                            | Kuon 「久遠」 - Kuon | 29 giugno 2019   |         |
| 13                            | Il professor Takinami impone a Chika, essendo sotto la sua responsabilità, di rinunciare all'esibizione per curarsi il polso, infatti gli altri possono suonare comunque senza di lui; ma il ragazzo non sopporterebbe di uscire dal suo gruppo nemmeno per una volta. Takezo sente la conversazione e, sebbene sappia che suonare con un polso slogato può peggiorarlo ancora di più, non vuole che nessuno venga escluso dal club e alla fine decide di permettergli di suonare con tutti. Durante l'esecuzione di Kuon, Chika rallenta e Hozuki si accorge del suo livido al polso. Tutti perdono il tempo ma Kota riesce a rimettere a posto le cose, e Chika stupisce tutti con il suo leggero assolo. |                  |         |
| Seconda stagione (13 episodi) | |                  |         |
| 14                            | Un passo avanti 「一歩前へ」 - Ichi ho mae e | 5 ottobre 2019   |         |
| 14                            | Dopo l'esibizione della Tokise, che suscita un grande scalpore per via del recupero della seconda parte, Chika, Hozuki e Takezo si scusano per le incomprensioni avute durante la performance. Suzuka si arrabbia con Chika incolpando lui e gli altri di un peggioramento di Hozuki, ma Chika la preferisce così perché suona più gentilmente. Hozuki per ringraziarlo gli regala un sacchetto pieno dei suoi dolci alla fragola preferiti. Alla fine del festival viene scelta la migliore scuola di ogni prefettura: per Tokyo vince la Meiryo, mentre per Kanagawa vince la Hakuto, superando l'Himesaka e la Tokise. Mio, un ragazzo trasandato della Hakuto, si complimenta per la musica suonata da Hozuki e Chika. Usciti dal teatro, il professor Takinami si complimenta apertamente con i ragazzi, che confermano assieme la volontà di partecipare alle gare nazionali. |                  |         |
| 15                            | Consapevolezza 「きづき」 - Kizuki | 12 ottobre 2019  |         |
| 15                            | Passa l'estate, la scuola ricomincia e i ragazzi del club di Koto non vedono l'ora di ricominciare ad allenarsi. Il professor Takinami compone una nuova partitura per i ragazzi, i quali, mentre studiano a casa di Tetsuki, scoprono che il loro supervisione è il figlio di due grandi musicisti. Questa volta la parte del koto a 17 corde è più semplice e il professore propone di farla suonare a Saneyasu, che si farà insegnare da Hozuki. Durante le preparazioni per il festival scolastico, Takezo e Hiro escono a far compere e si imbattono in Naoya (il suo ex-fidanzato) uscito insieme con Minami. Naoya infastidisce Hiro facendo illazioni sui suoi atteggiamenti scorretti, ma Takezo la allontana imponendosi su di lui; Hiro sente un forte batticuore. Anche a scuola Hozuki si sente imbarazzata e non riesce a trattenere le lacrime dopo aver sfiorato Chika per errore. |                  |         |
| 16                            | Il loro tempo insieme 「二人の時間」 - Futari no Jikan | 19 ottobre 2019  |         |
| 16                            | Il giorno del festival scolastico, Mashiro, la senpai di Takezo ed ex-presidente del club di koto, torna alla Tokise per rivedere Takezo. Mashiro si meraviglia di come il club si sia mantenuto grazie a lui e si complimenta con i ragazzi per l'esibizione che fanno in palestra. Hiro prova un po' di gelosia per Takezo mentre sta con Mashiro, ma cerca di reprimerla, assieme all'affetto che prova per il ragazzo. Il professor Takinami le dice che non è un problema innamorarsi di un membro dello stesso club, e le consiglia di non arretrare. Chika vorrebbe sistemare la situazione tesa che c'è fra lui e Hozuki ma non sa come fare, e mentre lo chiede alla diretta interessata, viene interrotto da Takinami, che ha bisogno di Hozuki per scegliere il brano da portare alle qualificazioni. Dato che questo sarà l'ultimo anno in cui Takezo e Kurusu potranno partecipare alle nazionali, tutti quanti si dovranno impegnare a fondo per permettere loro di andarci almeno una volta. |                  |         |
| 17                            | Ritrovarsi 「再会」 - Saikai | 26 ottobre 2019  |         |
| 17                            | Kurusu chiede a Takezo se le piace Mashiro e lui le risponde di sì, ma prova solo ammirazione per la sua senpai. Takinami annuncia di avere scelto la canzone per le qualificazioni ai nazionali, e si tratta di quella inventata da Satowa nell'esibizione in cui avrebbe dovuto suonare Yaegoromo. Satowa non vuole che si senta in pubblico, ma Chika gliela fa riascoltare per la prima volta e la ragazza capisce che non si era ancora giudicata correttamente. Takinami spiega ai ragazzi che alla Hakuto hanno composto un brano apposta per loro, e il loro punto forte sta nel conoscere la sua giusta interpretazione. Il professore modifica il brano di Hozuki per farlo suonare a tutti, ma le parti del koto a 17 corde sono due, una per Sane e una per Chika, così Satowa è costretta a farsene prestare uno da sua madre. Tornata per la prima volta a casa, scopre che il suo posto di erede è stato soffiato da una ragazza di nome Akira, e la sua nonna che stravede per lei vuole allontanare Satowa a tutti i costi. |                  |         |
| 18                            | La loro determinazione 「それぞれの決意」 - Sorezore no Ketsui | 2 novembre 2019  |         |
| 18                            | Satowa propone come titolo della canzone "Tenkyu" che significa "arco nel cielo" e deriva dai sette colori dell'arcobaleno come metafora dei sette membri del club. Takinami lo accetta ma cambia la parola arco in pianto, lasciando invariata la pronuncia. Il professore ritiene che Satowa debba esercitarsi senza pensare sempre agli altri e così chiama la signorina Akira Dojima dalla scuola Hozuki per dare lezioni pratiche di koto. I ragazzi non la prendono bene inizialmente, ma Chika si sforza di accettarla riconoscendo di avere bisogno di impratichirsi sulle basi. Anche la stessa Satowa accetta consigli da Akira, ma continua ad aiutare i suoi compagni come prima. |                  |         |
| 19                            | Confronto 「対峙」 - Taiji | 9 novembre 2019  |         |
| 19                            | Nel racconto del passato di Akira, incontriamo suo fratello maggiore Keishi, primo erede della scuola di koto di famiglia, la Tsubaki. Keishi era un genio musicale fin da bambino, ma quando i suoi i loro genitori morirono, dovette lasciare gli studi e lavorare per mantenere la famiglia. La nonna però insegnò ad Akira delle nuove basi del koto, facendola esercitare per due anni su "Mizu no Hentai". Quando però al concorso fu soppiantata da Satowa, il suo primo premio le ostacolò la carriera. Il talento di Satowa è nettamente superiore alla bravura di Akira, ma la sua eccessiva umiltà (vista da Akira come un'ignorazione delle sue capacità) offende la giovane insegnante, che rinuncia al suo ruolo. |                  |         |
| 20                            | Riproviamo 「もう一度」 - Mōichido | 16 novembre 2019 |         |
| 20                            | Akira chiede a Takinami di lasciare l'insegnamento del club perché ritiene di non avere più nulla da insegnare. Il professore accetta pur essendo contrario, ma le chiede la cortesia di rimanere fino a che non troverà un sostituto. Nella lezione di quello stesso giorno, Akira si accorge dei progressi dei ragazzi, avvenuti grazie ai suoi consigli; e quando mette involontariamente Sane in difficoltà, ma lui riesce a cavarsela dopo molti tentativi, l'oscurità che la opprimeva scompare, lasciando delle lacrime nei suoi occhi. Il professore chiede ad Akira e Satowa di suonare insieme per dare a tutti una buona dimostrazione di ensemble. Tutto questo convince Akira a rimanere nel club, e Takinami le concede un'altra possibilità. La nonna di Akira, temendo che sua nipote non stia compiendo quanto concordato, decide di intervenire di persona. |                  |         |
| 21                            | Ruolo e significato 「意味と役割」 - Imi to yakuwari | 23 novembre 2019 |         |
| 21                            | Seguendo il consiglio del professor Takinami, Sane cerca il significato e il ruolo delle sue note all'interno di Tenkyu. La nonna di Akira organizza una riunione con tutti i maestri e i dirigenti della scuola Hozuki per sparlare di Satowa e dei ragazzi del club di koto della Tokise. Akira non rimane zitta ad ascoltare e per la prima volta si ribella a sua nonna, dicendo a tutti come stanno veramente le cose. Dopo il suo discorso, tutti i maestri le credono, e la madre di Satowa intima la nonna di Akira di fermare le sue indagini e di non parlare male di sua figlia. Akira invita la gran maestra ad assistere alle qualificazioni di Satowa, ma lei le risponde freddamente di non avere più il diritto di ascoltarla. Chika chiede a Satowa di raccontarle i suoi sentimenti mentre componeva Tenkyu, perché suo nonno gli disse che una canzone conserva l'anima del suo autore, e le chiede di raccontare le stesse cose anche agli altri, in modo da poter capire meglio il significato del brano. |                  |         |
| 22                            | La resa dei conti 「決戦の朝」 - Kessen no Asa | 30 novembre 2019 |         |
| 22                            | È arrivato il giorno delle qualificazioni per le nazionali della prefettura di Kanagawa, e delle 14 scuole partecipanti ne verrà selezionata solo una. Satowa ha preparato per tutti i suoi amici dei portafortuna a forma di ponte. Mio Kanzaki, della Hakuto, si incontra con Chika e gli comunica che è sicuro di vincere con la sua scuola. Il responsabile della Hakuto, Taishin Yamamoto, è felice di fare la conoscenza di Takinami, e gli chiede dei consigli sul suo metodo didattico. All'esibizione assisteranno anche Isaki con Tetsuki, Tsukaji e Komaki (due giornalisti del settore), la madre di Satowa e la nonna di Akira, sollecitate fortemente dalla ragazza. L'Himesaka suonerà il brano originale "Katakago", scritto sempre dallo stesso compositore: Miyabi Tojo. |                  |         |
| 23                            | La determinazione di un campione 「王者の覚悟」 - Oja no Kakugo | 7 dicembre 2019  |         |
| 23                            | Un flashback mostra l'intera preparazione dell'Himesaka per le qualificazioni alle nazionali, dopo essere state sconfitte dalla Hakuto al festival tradizionale. Le ragazze credono che il motivo sia stata la loro estrema fiducia in loro stesse, e hanno sottovalutato troppo gli avversari. Hozumi non è riuscita ad adattarsi al brano da suonare e la professoressa responsabile del club ha deciso di non farla esibire, con grande dispiacere delle sue compagne. L'Himesaka, infatti, si è sempre qualificata alle nazionali per dieci anni consecutivi e non può permettersi nessun errore per non farsi superare ancora dalla Hakuto. Alle qualificazioni le ragazze sorprendono tutto il pubblico e la giuria, e si distinguono da tutte le altre scuole. |                  |         |
| 24                            | Al di là della risposta corretta 「正解のその先」 - Seikai no Sono-saki | 14 dicembre 2019 |         |
| 24                            | Il professor Yamamoto, subito dopo essere diventato insegnante di matematica, è stato assegnato al ruolo di responsabile del club di koto della scuola, e si è appassionato al mondo della musica al punto di diventare un compositore. Quando si è trasferito alla Hakuto e ha conosciuto Mio Kanzaki, per la prima volta ha ricevuto la soddisfazione di sentire suonato un suo brano, e ha deciso di aiutare il ragazzo a esprimersi come preferisce senza essere limitato dal suo talento perfezionista. Siccome, dopo la gara di qualificazione, Yamamoto si ritirerà dall'insegnamento per problemi famigliari, i suoi studenti vogliono regalargli una bellissima esibizione con la canzone scritta da lui apposta per Mio, chiamata Katakago come i fiori che sbocciano molto dopo essere germogliati. Dopo la Hakuto, i ragazzi della Tokise si preparano a salire sul palco. |                  |         |
| 25                            | Tenkyu 「天泣」 - Tenkyū | 21 dicembre 2019 |         |
| 25                            | I ragazzi realizzano un'esibizione che lascia tutto il pubblico a fiato sospeso, entrando anche tra i favoriti della giuria. L'applauso è scoppiato in ritardo ma comunque pieno di entusiasmo. Yamamoto si accorge che il loro brano serve a esaltare la particolarità di ognuno, al contrario di quello composto da lui che faceva risaltare solo Kanzaki. Anche la madre di Satowa ha assistito allo spettacolo, così la ragazza, finita l'esibizione, vuole andare a incontrarla e i suoi amici la aiutano a cercarla. |                  |         |
| 26                            | Linea di partenza 「スタートライン」 - Sutātorain | 28 dicembre 2019 |         |
| 26                            | Satowa riesce a parlare con sua madre, la quale chiede a sua figlia di perdonarla per averla mandata via. La ragazza è commossa per essere riuscita a raggiungerla con la sua musica, ma Kota e gli altri amici che origliavano si fanno scoprire. Per decretare il vincitore, i giudici sono indecisi tra la Hakuto, l'Himesaka e la Tokise e scelgono di premiare il gruppo che non ha soltanto usato una buona tecnica, ma è anche riuscito ad emozionare tutto il pubblico all'infuori degli esperti di koto. Durante le premiazioni, i ragazzi della Tokise non sono più nella pelle quando scoprono di essere stati scelti per le nazionali. Keishi, il fratello di Akira, è venuto alle qualificazioni e si complimenta con lei per l'ottimo lavoro di insegnante che ha svolto. Mio e i suoi compagni sono dispiaciuti, ma lui non vuole che si pianga per lasciare un buon ricordo al loro professore Yamamoto. Anche Kazusa è rattristata per la sconfitta, ma riconosce il valore di Chika e dei suoi amici, pertanto li incoragga a vincere le nazionali. Chika è fiero di poter mostrare spiritualmente a suo nonno il trofeo delle qualificazioni, ottenuto seguendo ciascuno dei suoi insegnamenti.                                                                |                  |         |

#### Colonna sonora
Per l'anime esistono due sigle di apertura: "Tone" e "Harmony" di Shouta Aoi; e due sigle di chiusura: "Speechless" e "Rainbow" di Yuma Uchida.
La colonna sonora di Kono Oto Tomare è stata composta e arrangiata da Kei Haneoka, con la collaborazione di Shumpei Ishige. Gli strumenti sono stati suonati dai seguenti musicisti:
- Strumenti a corda: Yuma Ito Strings
- Flauto: Kei Sakamoto
- Oboe: Tomoko Kusumegi
- Clarinetto: Yuki Hamasaki
- Fagotto: Rie Tsukahara
- Corno: Yoshiyuki Uema, Marie Fujita
- Batteria: Yasuo Sano
- Basso: Naoki Itaya
- Chitarra: Masahiro Itami
- Percussioni: Tomoki Hasegawa
- Arpa: Rino Kageyama
- Pianoforte: Masato Matsuda
- Celesta: Shumpei Ishige

Il disco contenente la colonna sonora è stato pubblicato in Giappone il 25 settembre 2019 assieme al quarto volume dell'edizione home video in blu-ray della serie. Il CD contiene 36 tracce.
1. この音とまれ!メインテーマ (Kono Oto Tomare! Mein Tēma?) – 2:24
2. 鳳月さとわ (Hozuki Satowa?) – 2:09
3. それぞれの想いを胸に (Sorezore no Omoi o Mune ni?) – 1:48
4. 最高の箏曲部 (Saikō no Sōkyoku-bu?) – 1:40
5. 不穏の影 (Fuon no Kage?) – 1:37
6. 暗澹 (Antan?) – 1:39
7. 消せない過去 (Kesenai Kako?) – 1:36
8. 久遠愛 (Kudō Chika?) – 2:07
9. じいちゃんとの想い出 (Jīchan to no Omoide?) – 1:48
10. ダンボールで作った手作り箏 (Danbōru de Tsukutta Tedzukuri Koto?) – 1:59
11. 嫌疑 (Kengi?) – 1:46
12. 虚無感 (Kyomukan?) – 1:43
13. 久遠君は犯人じゃない (Kudō-kun wa Han'nin Janai?) – 1:53
14. 箏曲部部活中 (Sōkyoku-bu Bukatsu-chū?) – 1:36
15. 箏、イミ分かんな～い (Koto, Imi Wakannai?) – 1:35
16. さとわのもくろみ (Satowa no Mokuromi?) – 1:36
17. 教えるなんてできない (Oshieru nante dekinai?) – 1:39
18. 信じられるわけないだろ (Shinji Rareru Wake Naidaro?) – 1:43
19. 不良の襲撃 (Furyō no Shūgeki?) – 1:41
20. 決断のとき (Ketsudan no Toki?) – 1:36
21. 仲間がいる (Nakama ga Iru?) – 1:55
22. めざせ全国!! (Mezase Zenkoku!!?) – 1:34
23. 上手くいけば (Umaku Ikeba?) – 1:39
24. 久遠君のおともだち (Kudō-kun no Otomodachi?) – 1:36
25. 追いかけっこ (Oikakekko?) – 1:35
26. 最近の若いもんは... (Saikin no Wakaimon wa...?) – 1:39
27. あの子たちが奏でる音 (Ano ko-tachi ga Kanaderu Oto?) – 1:43
28. あんたには関係ないでしょ (Anta ni wa Kankeinaidesho?) – 2:06
29. 資格の在処 (Shikaku no Arika?) – 1:28
30. お前に原因がある (Omae ni Genin ga Aru?) – 1:34
31. 荒れた日々 (Areta Hibi?) – 1:54
32. なんで泣いてたんですか (Nande Naitetandesuka?) – 1:45
33. 皆で一緒に (Mina de Issho ni?) – 1:36
34. 気持ちの在り方 (Kimochi no Arikata?) – 1:37
35. 未来へ向かって (Mirai e Mukatte?) – 1:54
36. この音とまれ!メインテーマ Celesta Ver. (Kono Oto Tomare! Mein Tēma (Celesta ver.)?) – 1:47

Durata totale: 62:57
Assieme all'ottavo e ultimo volume blu-ray è uscito un secondo disco di colonna sonora, contenente 34 tracce.
1. 人が成長する瞬間 (Hito ga seichō suru shunkan?, lett. "Il momento in cui una persona cresce")
2. 優秀校発表 (Yūshū-kō happyō?, lett. "Ottimo annuncio scolastico")
3. 焼けてるみてぇだ (Yake teru mite~eda?, lett. "Sta bruciando")
4. お前らは、もっと上手くなれる (Omaera wa, motto umaku nareru?, lett. "Potete stare meglio, ragazzi")
5. 友達のその先 (Tomodachi no sono-saki?, lett. "Al di là degli amici")
6. いたりするんですか、好きな人 (I tari suru ndesu ka, sukinahito?, lett. "Ti piace?")
7. 意識しすぎ (Ishiki shi sugi?, lett. "Troppo cosciente")
8. 反論できない (Hanron dekinai?, lett. "Non posso discutere")
9. 上手くいかない (Umaku ikanai?, lett. "Non va bene")
10. 悲しみを乗り越えて (Kanashimi o norikoete?, lett. "Superare la tristezza")
11. 堂島家の陰謀 (Dōjima kenoinbō?, lett. "Storia della famiglia Dojima")
12. 光を思い出すことさえできない (Hikari o omoidasu koto sae dekinai?, lett. "Non riesco nemmeno a ricordare la luce")
13. 楽しい音で溢れた空間 (Tanoshī oto de afureta kūkan?, lett. "Uno spazio pieno di suoni divertenti")
14. 輝きたくて (Kagayakitakute?, lett. "Voglio brillare")
15. 身にあまる重責 (Mi ni amaru jūseki?, lett. "Grande responsabilità")
16. あの場所には決して辿り着けない (Ano basho ni wa kesshite tadoritsukenai?, lett. "Non potrò mai raggiungere quel posto")
17. 基礎練習 (Kiso renshū?, lett. "Pratica di base")
18. 軽音楽部 (Keiongaku-bu?, lett. "Club di musica leggera")
19. 想い出の中で (Omoide no naka de?, lett. "In memoria")
20. 何もかも嫌 (Nanimokamo iya?, lett. "Odio tutto")
21. 散々悩んで決めたこと (Sanzan nayande kimeta koto?, lett. "Ero preoccupato e deciso")
22. 絶対、全国行くぞ! (Zettai, zenkoku iku zo!?, lett. "Andrò sicuramente alle nazionali!")
23. 深くて綺麗な傷 (Fukakute kireina kizu?, lett. "Graffi profondi e belli")
24. 本当の意味 (Hontō no imi?, lett. "Vero significato")
25. 何にも囚われず、どこまでも自由な (Nani ni mo torawarezu, doko made mo jiyūna?, lett. "Non importa cosa, sei libero")
26. 届く想い (Todoku omoi?, lett. "Sentimenti da raggiungere")
27. 大心パワー! (Dai kokoro pawā!?, lett. "Grande potere!")
28. 私を突き放さないで (Watashi o tsukihanasanaide?, lett. "Non lasciarmi andare")
29. ジレンマを抱えて (Jirenma o kakaete?, lett. "Con un dilemma")
30. 心敗れて (Kokoro yaburete?, lett. "Perso nel cuore")
31. あんな素晴らしい演奏 (An'na subarashī ensō?, lett. "Che spettacolo meraviglioso")
32. 希望の朝 (Kibō no asa?, lett. "Mattina di speranza")
33. 全国への想いを乗せて (Zenkoku e no omoi o nosete?, lett. "Metti i tuoi pensieri sull'intero paese")
34. スタートライン (Sutātorain?, lett. "Linea di partenza")